# Robert Schuster (Fußballspieler)
Robert Schuster (* 7. Mai 1960) ist ein ehemaliger deutscher Fußballspieler.
Der Abwehrspieler absolvierte in den Jahren 1978 bis 1979 insgesamt neun Spiele in der 2. Fußball-Bundesliga für Eintracht Trier.